# Xicotepec Totonac
Apapantilla Totonac, ou Xicotepec Totonac (Xicotepec de Juárez), é uma língua Totonac do centro do México. Zihuateutla Totonac pode ser uma língua separada.